# 埃尔卡特利亚尔
埃尔卡特利亚尔，是西班牙加泰罗尼亚塔拉戈纳省的一个市镇。总面积27平方公里，总人口2594人（2001年），人口密度96人/平方公里。